# اس‌اس کرونلند
اس‌اس کرونلند (به انگلیسی: SS Kroonland) یک کشتی است که طول آن ۵۶۰ فوت (۱۷۰٫۷ متر) می‌باشد. این کشتی در سال ۱۹۰۲ ساخته شد.